# L'Arrestation
L'Arrestation est une pièce de théâtre en deux parties de Jean Anouilh créée en version anglaise à Bristol, sous le titre The Arrest en 1974. La création de la version française eut lieu au théâtre de l'Athénée le 20 septembre 1975.
Elle fait partie des Pièces secrètes avec Tu étais si gentil quand tu étais petit (1972) et Le Scénario (1976).

## Argument
Dans une ville d'eau de province, trois personnages se croisent, clients d'un même hôtel décrépi : le petit dont la mère est pianiste dans la troupe de musiciens qui tentent d'égayer le lieu ; le jeune homme qui met fin à sa vie conjugale ; et l'homme en cavale. Le petit souffre d'une mère absente accaparée par son amant et ses obligations musicales ; il s'amourache d'une petite fille bourgeoise. Le jeune homme a quitté son amie d'enfance devenue sa femme pour s'engouffrer dans la vie de débauche que lui promet la fille à tout faire du riche et pervers vicomte de Lépaud. 
L'homme qui vient d'avoir un accident de voiture et s'est réfugié dans l'hôtel qu'il a connu plus jeune, observe compréhensif les va-et-vient des protagonistes.
L'autre observateur est le commissaire qui recompose l'histoire décousue d'une cavale : fils adultérin du vicomte, Frédéric Walter le tue pour s'enfuir avec la fille, Marie-Josépha, et une grosse somme d'argent. Mais les flambeurs dilapident rapidement l'argent et volent pour continuer. Rapidement aussi, ils se séparent pour finir des années plus tard, elle dans la mendicité, lui dans le banditisme. La dernière fuite de Frédéric finira sur un pylône dans un accident de voiture, laissant un fils qu'il n'aura jamais connu.
Trois personnages qui souffrent de leurs liens familiaux délétères. Trois personnages qui se croisent ou trois moments dans la vie de l'homme. La vie est-elle un éternel recommencement ou l'homme revoit-il sa vie avant de mourir ?

## Distribution
- L'homme
- Le jeune homme
- Le petit
- Le commissaire
- Le veilleur de nuit
- Le concierge
- Les musiciens
- Alberto Bachman
- La mère
- La jeune femme
- La grand-mère
- Les enfants
- La petite fille
- La vieille / la fille de la cathédrale (même personnage)
- Un garçon, une vieille femme, les enfants du bal, des clients

## Citation
« 
La jeune fille — C'était tout simple, au fond. J'étais une jeune fille de province qui étouffait un peu dans sa famille. Je suis partie avec toi, contre tout le monde ; tu m'as fait un enfant et tu m'as épousée. Tu m'as donné deux ans de bonheur et puis je suis morte… C'est ça la vie ! […] Parce que, je ne te l'avais pas encore dit, pour ne pas embrouiller encore ta pauvre tête, mon pauvre garçon ; j'en attends un autre… Pour celui-ci, ça sera plus simple ; il n'aura pas à te regretter comme la petite : on ne lui parlera jamais de toi. Tu vois, je suis calme… Je remonte. Quand tu remonteras, tâche de ne pas faire de bruit pour ne pas réveiller la petite…
L'homme — Je me mêle peut-être de ce qui ne me regarde pas…
Le jeune homme — Vous étiez là ?
L'homme — Oui; excusez moi ; j'écoutais malgré moi. Ne faites pas ça.
Le jeune homme — J'aime une autre fille, qui est probablement une putain. Mais je ne savais pas ce que c'était l'amour.
L'homme — Ne faites pas ça. Cela rate toujours.
Le jeune homme — J'étouffais… Ce petit bonheur… Cela ne pouvait pas être ça, ma vie.
L'homme — Si. Cela pouvait être ça.
Le jeune homme — Cela poisse la tendresse. On est tout gluant.
L'homme — Oui. Et sans elle, après, on meurt, lentement.
Le jeune homme — Eh bien je paierai ! Je paierai tout !
L'homme — Très cher. Et il n'y a pas que vous qui paierez.
 »